# Dane Coles
Pour les articles homonymes, voir Coles (homonymie).

a Compétitions nationales et continentales officielles uniquement.

b Matchs officiels uniquement.
Dernière mise à jour le 13 juillet 2024.
Dane Coles, né le 10 décembre 1986 à Paraparaumu (Nouvelle-Zélande), est un joueur international néo-zélandais de rugby à XV jouant au poste de talonneur. Évoluant entre 2012 et 2023 avec le All Blacks, il remporte un titre de champion du monde en gagnant la Coupe du monde 2015.

## Biographie
Dane Coles est le fils d'un entraîneur amateur de rugby. Il est de descendance Māori.

## Carrière

### En club
Dane Coles commence sa carrière professionnelle en 2007 avec l'équipe de Wellington en NPC,.
En 2009, il est retenu dans l'effectif de la franchise des Hurricanes qui évolue en Super Rugby. Lors de ses trois premières saisons, il est la doublure du talonneur international Andrew Hore, avant de s'imposer comme le titulaire du poste à partir de 2012, après le départ de ce dernier chez les Highlanders. Il devient le capitaine de cette équipe à partir de 2016.
Il remporte le Super Rugby en 2016, après avoir battu les Lions en finale.
En février 2023, il annonce mettre un terme à sa carrière au terme de la saison de Super Rugby, après quinze saisons avec les Hurricanes,.
En fin d'année 2023, il décide de finalement poursuivre sa carrière et rejoint pour une saison le club japonais des Kubota Spears Funabashi Tokyo-Bay en League One. Il arrête sa carrière de joueur à l'issue de cette saison.

### En équipe nationale
En novembre 2012, il est sélectionné pour la première fois par Steve Hansen pour évoluer avec les All Blacks dans le cadre de la tournée du mois de novembre en Europe,. Il connait sa première cape internationale le 11 novembre 2012 à l’occasion d’un test-match contre l'équipe d'Écosse à Murrayfield. D'abord dans l'ombre des vétérans Keven Mealamu et Andrew Hore, il s'impose petit à petit et devient le titulaire de poste de talonneur en sélection nationale à partir de 2014.
Il est sacré champion du monde en 2015, en ayant disputé six matchs, tous comme titulaire.
En 2016, il est sélectionné en équipe nationale pour le Rugby Championship, que son pays remporte en gagnant toutes ses confrontations,. De plus, la Nouvelle-Zélande égalise le record de matchs remportés d'affilée toutes compétitions confondues avec dix-sept succès lors de la dernière journée où elle bat largement l'Afrique du Sud 57 à 15, chez elle à Durban.
En août 2019, il est retenu dans le groupe de 31 joueurs sélectionné pour disputer la Coupe du monde au Japon. Il dispute deux matchs lors de la phase de poule, contre l'Afrique du Sud et la Namibie. Il est ensuite remplaçant lors du quart de finale contre l'Irlande, puis lors de la demi-finale perdue face à l'Angleterre. Il est titularisé pour le match pour la troisième place face au pays de Galles.
Le 7 août 2023, il est sélectionné pour disputer la Coupe du monde en France. Son équipe termine la compétition à la seconde place, après une défaite en finale face à l'Afrique du Sud. D'un point de vue personnel, il joue trois matchs comme remplaçant. Il joue son dernier match en sélection lors du quart de finale face à l'Irlande, achevant ainsi sa carrière internationale avec 90 sélections sous le maillot noir,.

## Style de jeu
Dane Coles est un talonneur très technique et particulièrement mobile pour son poste, tout en étant efficace dans les tâches habituelles du poste que sont le combat et le lancer en touche,,.

## Palmarès

### En club et province
- Vainqueur du Super Rugby en 2016 avec les Hurricanes.

### En équipe nationale
- Vainqueur du Rugby Championship en 2013, 2014, 2016, 2017, 2020, 2022 et 2023.
- Vainqueur de la Coupe du monde en 2015.

## Statistiques
Dane Coles compte 90 sélections sous le maillot des All Blacks, inscrivant 23 essais. Il dispute son premier test-match contre l'Écosse le 11 novembre 2012.
Il dispute trois Coupe du monde en 2015, 2019 et 2023. Il participe à neuf éditions du The Rugby Championship en 2013, 2014, 2015, 2016, 2017, 2019, 2020, 2022 et 2023.
Dane Coles compte également des sélections avec les Māori de Nouvelle-Zélande avec lesquels il débute en 2010 à l'occasion du centenaire de l'équipe. Il dispute les trois tests-matchs contre Irlande, l'Angleterre et les Barbarians néo-zélandais .